# سمح فوراكال
سمح فوراكال أو السمح (باللاتينية: Opophytum forakahlii) نوع نباتي من جنس السمح ينتمي إلى الفصيلة الديمومية (باللاتينية: Aizoaceae).

## الوصف النباتي
نبات حولي عصاري يرتفع لحوالي 25 سم، ذو سوق بسيطة أو متفرعة وأوراق حليمية طويلة، وذو أزهار بيضاء كريمية. يزهر في الربيع وتنضج بذوره في الصيف، وبذوره ذات قيمة غذائية عالية للإنسان. وهو ذو طلع يشبه الوردة الذابلة.

## البيئة والانتشار
ينمو النبات على مياه الأمطار في شمال السعودية ويكثر في منطقة الجوف. وينمو السمح في منطقة الجوف بالسهول الحصوية الجيرية في الجزء الجنوبي الغربي من الحماد وجنوب محافظة طبرجل في منطقة بسيطاء والأضارع.
يتواجد السمح في السهول المنبسطة وينبت في حالة قدوم أمطار خريفية مبكرة والتي تسمى أمطار الوسم، وربما أن كمية الرطوبة ودفء الجو وطول فترة ضوء الشمس ذات أثر في إنباته بالخريف حيث لا ينبت في الشتاء مهما كثرت الأمطار، وكلما زادت كمية الأمطار زادت جودة المحصول ثم يصل لمرحلة النضج والحصاد.
النبات لا ترعاه الحيوانات الرعوية وهو أخضر ولكنها تقبل على أكله جافاً خصوصاً بعد هطول الأمطار في الموسم اللاحق، حيوية بذوره في التربة تبقى لعشرات السنين حيث تنبت في السنوات الخصبة.
بعد جفاف المياه وانتهاء فصل الربيع وموت نبات السمح يتم جمع هذا الطلع وتوضع في حوض ماء حتى يتفتح هذا الطلع ويسقط منها السمح ويستقر في قاع الحوض وتطفو القشور فوق الماء وبعد تصفية الماء ورمي القشور تؤخذ الحبيبات التي تكون بحجم حبيبات السمسم وتجفف تحت الشمس.
والسمح غني بالبوتاسيوم والمغنيسيوم والصوديوم والكالسيوم والمنغنيز والحديد والزنك والنحاس بالإضافة إلى فيتامين ج والمواد البروتينية والسكرية.
يمتاز نبات السمح بقابليته للتخزين لمدة طويلة جداً تصل إلى قرن من الزمان دون أن يفسد.[بحاجة لمصدر]

## طريقه أكله
أولا يتم تحميصه ومن ثم طحنه وله طرق كثيره للأكل، وأشهرها هي أكله مع التمر أو عجنه بالماء ووضعه على النار حتى الاستواء مثل طريقه عمل الخبز.
ثمار السمح عبارة عن كبسولات تتكون على فروع النبات وعند نضجها تسمى الكعبر وتضم بداخلها عدداً كبيراً من الحبوب الصغيرة بنية اللون تسمى (صبيب) وبعد جمع النباتات تفصل الكبسولات عن السوق وتنقع في الماء لتتفتح ويترسب الصبيب في الأسفل وتطفو أغلفة الكبسولة- الغريل- للأعلى ثم تبقى الحبوب، بعد تجفيفها تحمص وتطبخ ويصنع منها العديد من الأكلات الشعبية والتي من أهمها (البكيلة) حيث تعد بخلط طحين السمح مع التمر والسمن البري لتعطي غذاء جيداً يمكن حفظه لفترة طويلة خاصة في الشتاء.
يعد الكعبر من الكبسولات الثمرية التي يمكن حفظها لعشرات السنين، ونظراً لارتفاع نسبة الأملاح من أغلفتها لاتتأثر نتيجة الحفظ ولكن يجب إبعادها عن الرطوبة.

## قيمته الغذائية
ولحبوب السمح قيمة غذائية جيدة فطحين السمح يحتوي على قرابة 22.5% بروتين، وبهذا فهو يماثل البقوليات كالحمص والعدس ويفوق القمح كما يحوي قرابة 54% سكريات وحوالي 4.5% دهون وتصل نسبة الألياف قرابة 9% كما يحتوي على العديد من العناصر المعدنية كالبوتاسيوم المغنيسيوم الصوديوم الكالسيوم المنغنيز الحديد الزنك النحاس وفيتامين ج. ونظراً لغناه بهذه المواد فهو ذو قيمة غذائية عالية ومتوازنة.